# 국가수령
국가수령(폴란드어: Naczelnik Państwa 나첼니크 파인스트바[naˈt͡ʂɛlɲik ˈpaɲstfa][*]은 폴란드 제2공화국 초기의 국가원수 직함이다. 이 직함을 사용한 사람은 유제프 피우수트스키밖에 없다. 피우수트스키는 1918년부터 1922년까지 국가수령을 지냈으며, 1919년까지는 "임시국가수령(폴란드어: tymczasowy naczelnik państwa)"을 칭했다. 1922년 피우수트스키가 물러난 이후 폴란드의 국가원수는 대통령으로 바뀌었다.
국가수령직이 처음 생긴 것은 1918년 11월 22일로 폴란드 섭정왕국의 섭정평의회가 만들었다. 국가수령은 국가 내의 군사 및 민사 양면의 최고 권력자였다. 폴란드군의 총사령관이며 또한 외교상 특권을 가졌으며 총리를 포함한 정부 각료를 임명할 권한이 있었다. 국가수령에 의해 반포된 법령은 국가수령과 총리의 재가를 거치도록 되어 있었으나 총리는 유명무실했다.
국가수령이 된 피우수트스키는 1919년 2월 20일 의회에 권력을 양도하기 시작했다. 그러나 여전히 국가수령은 군 최고 통수권자이고 정부 공무원 최선임자로서 최강의 행정력을 지닌 존재였다. 1922년 12월 11일 피우수트스키가 국가수령에서 퇴임하고 1922년 12월 14일 가브리엘 나루토비치가 폴란드 초대 대통령으로 선출되었다. 그러나 피우수트스키는 1926년 5월 쿠데타를 일으켜 군무장관, 군부총감, 총리 등 요직을 겸직한 독재자가 되어 대통령을 허수아비로 만들었다.

## 참고 자료
- Naczelnik Państwa 보관됨 2016-03-04 - 웨이백 머신, WIEM Encyklopedia
- Naczelnik Państwa, Encyklopedia PWN